# Arantza Ozaeta Cortázar
Arantza Ozaeta Cortázar (Madrid, 1982) es una joven arquitecta fundadora, en 2007, junto a Álvaro Martín Fidalgo del estudio de arquitectura TallerDE2.

## Trayectoria
Arantza Ozaeta Cortázar estudió arquitectura en la Escuela Técnico Superior de Arquitectura de Madrid (ETSAM) de la Universidad Politécnica de Madrid, entre los años 2000-2008. Tras finalizar sus estudios de licenciatura continuó con el doctorado, logrando su PhD en el departamento de proyectos Avanzados de la misma ETSAM en el año 2010, escuela en la que ejerce como docente para Maestría desde el año 2009. Compaginó entre los años 2006-2008 estudios con trabajos con otros arquitectos como José Ballesteros, director de la revista Pasajes de Arquitectura y Crítica,
Cuabndo eras estudiante se asoció con Álvaro Martín Hidalgo y fundaron, en el año 2007, un estudio de arquitectura al que llamaron TallerDE2. El estudio trabaja en Alemania, España, Italia y el Reino Unido; y está especializado tanto en como en planificación urbana y diseño del paisaje.
Ha sido profesora invitada en la Architectural Association, la Universidad Hochschule Coburg de Ciencias Aplicadas en Alemania y en la Universidad de Catania, en Sicilia.
En el año 2013 llevaron a cabo la construcción de uno de sus proyectos, un centro de día para niños en Selb, Baviera, que mereció el Premio Internacional Bauwelt y la Bienal de Urbanismo BEAU 2013.
En el año 2014 Arantza Ozaeta fue nominada al premio Arquitecta Emergente concedido por la revista Architects' Journal (AJ), que recibió la británica -venezolana Julia King.
Su obra está, como reconoce ella misma, inspirada por Izaskun Chinchilla, por eso busca el equilibrio entre enseñanza, investigación y práctica de su arquitectura que puede calificarse de personal, valiente e innovadora.
Contrajo matrimonio con Álvaro Martín Fidalgo en 20 de mayo de 2016 en Haro, La Rioja.

### Proyectos destacables
Cabe destacar entre los proyectos construidos la POP-UP House,  que consistió en una intervención integral en una de las viviendas de un edificio residencial de la capital de España, de mediados del siglo XX, para adaptarlo a las necesidades y la forma de vida de un joven que inicia su vida independiente de su familia. El proyecto trataba de unir la infraestructura doméstica con las características del edificio existente, dándole el toque unipersonal característica de la persona a la que iba destinada la vivienda.
Otro proyecto a tener en cuenta es el centro de día para Niños en Selb, Alemania construido entre 2008-2012, y que es el primer edificio de un total de cuatro. Este proyecto recibió el primer premio en el Concurso Internacional Europan-9 en 2008. También fue galardonado con el primer Premio en el Concurso Internacional bianual que otorga la revista alemana Bauwelt a la ‘Primera Obra construida-2013’; el primer  Premio COAM Luis M. Mansilla 2013, y fue proyecto  Finalista en la XII Bienal Española 2013 y primer  Premio NAN Arquitectura y Construcción 2013.
Otro proyecto a destacar es el proyecto Caverna Vegetal. Se trata de un jardín urbano pasajero que se llevó a cabo por haber sido seleccionado en el Concurso Internacional de Jardines Urbanos de Bilbao. Este proyecto fue realizado para el transcurso de la exposición, que comprendió de mayo a julio de 2011.
En ejecución tiene  diversos proyectos como:
- una estrategia urbana para le renovación de Selb, Baviera;
- una Passivhaus en Zamora, España;
- Vivienda experimental en Selb, Baviera;
- un edificio para la inspección de vehículos en La Rioja, España
- viviendas en Madrid y Zamora, España.